# Petrer
Petrer is een gemeente in de Spaanse provincie Alicante in de regio Valencia met een oppervlakte van 104 km². Petrer telt 34.533 inwoners (1 januari 2016).

## Kasteel van Petrer

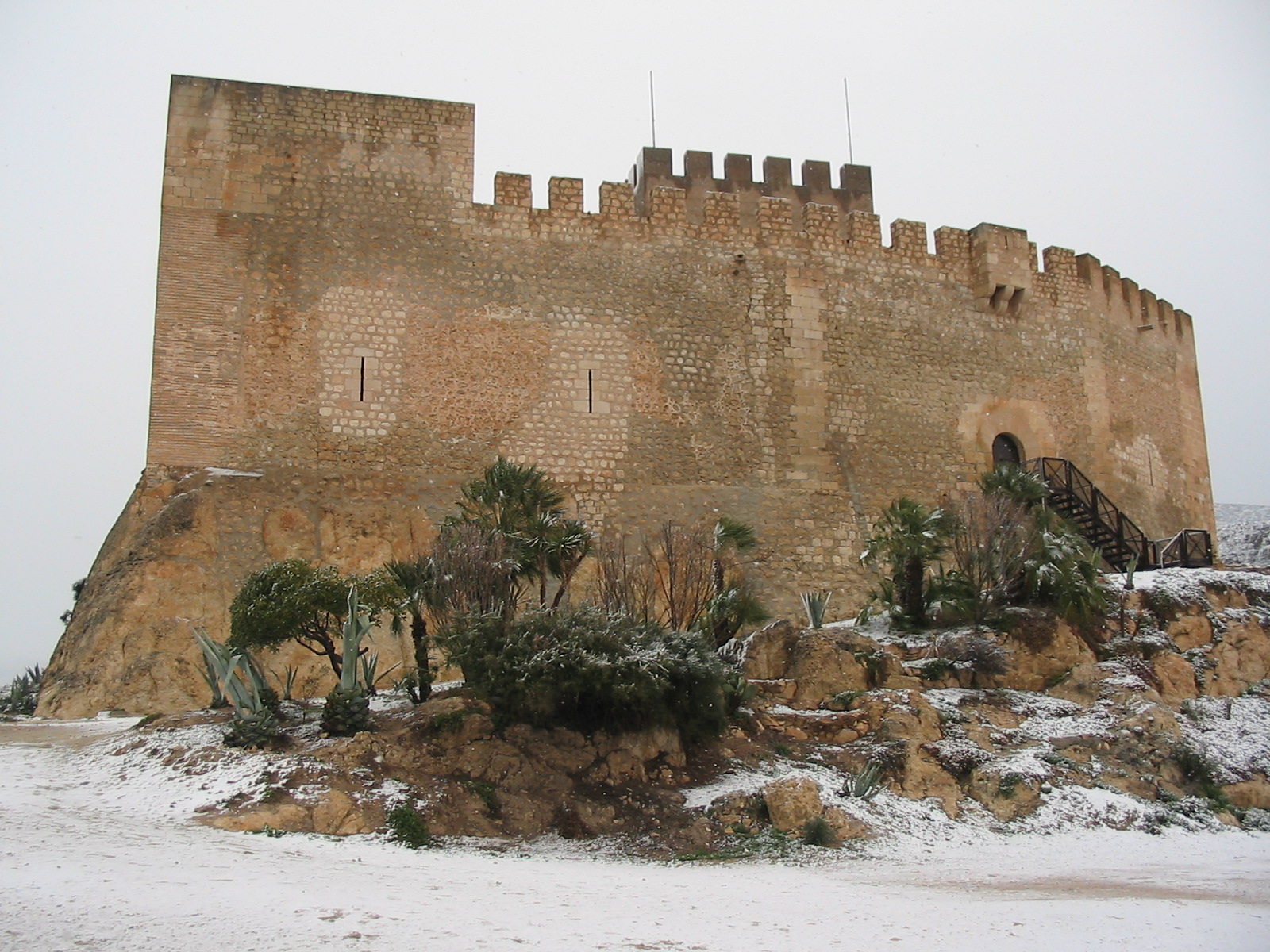
Het kasteel van Petrer tijdens de sneeuwval 28 januari 2006

Het kasteel is gelegen in een bergachtig gebied ten Oosten van het stedelijk gebied en domineert zo een groot gedeelte van de vallei van Vinalopó. Samen met de kastelen van Sax, Castalla, Biar en Villena bevindt het gebouw zich in de vallei van de "Rio Vinalopó", gelegen in de provincie Alicante. Ze zijn de stille getuige van oude gevechten gestreden in deze regio. Het ontstaan van deze monumenten bevindt zich in de tijd van Rodrigo Díaz de Vivar, beter bekend onder onder zijn bijnaam El Cid Campeador (Heer Kampioen) of kortweg El Cid. en in de grensgevechten tussen de Moren en Christenen tijdens de Reconquista of de herovering van Spanje door de laatstgenoemden.
Het kasteel werd gebouwd tijdens het einde van de 12e eeuw of het begin van de 13e eeuw door de Moren. Vanaf het jaar 1256 was het verwikkeld in de oorlogen tussen de Moren en de Christenen, totdat het in 1296 definitief veroverd werd door Jacobus II van Aragón en zo in handen van de Kroon van Aragón kwam.
Tijdens de Spaanse Successieoorlog (1701-1713) vocht de stad aan de zijde van de troepen van Filips V van Spanje.
De laatste grote historische gebeurtenis, die plaatsvond rond het kasteel, dateert van de laatste momenten van de Spaanse Burgeroorlog, toen de regering van de Tweede Spaanse Republiek geïnstalleerd werd in de boerderij genaamd "El Poblet". Een beetje later ging de regering in ballingschap.
De gemeente Petrer deed twee belangrijke restauratiewerken die respectievelijk beëindigd werden 1982 en 2010 en die het kasteel herstelde in zijn initiële pracht.

## Demografische ontwikkeling
Bron: INE; 1857-2011: volkstellingen
Agost · Agres · Aigües · Albatera · Alcalalí · Alcocer de Planes · Alcoleja · Alcoy · Alfafara · Algorfa · Algueña · Alicante · Almoradí · Almudaina · Altea · Aspe · Balones · Banyeres de Mariola · Benasau · Beneixama · Benejúzar · Benferri · Beniarbeig · Beniardá · Beniarrés · Benidoleig · Benidorm · Benifallim · Benifato · Benigembla · Benijófar · Benilloba · Benillup · Benimantell · Benimarfull · Benimassot · Benimeli · Benissa · Benitachell · Biar · Bigastro · Bolulla · Busot · Callosa d'en Sarrià · Callosa de Segura · Calp · Campo de Mirra  · Cañada· Castalla · Castell de Castells · Catral · Cocentaina · Confrides · Cox · Crevillent · Daya Nueva · Daya Vieja · Dénia · Dolores · El Campello · El Castell de Guadalest · El Ràfol d'Almúnia · El Verger · Elche · Elda · Els Poblets · Facheca · Famorca · Finestrat · Formentera del Segura · Gaianes · Gata de Gorgos · Gorga · Granja de Rocamora · Guardamar del Segura · Hondón de las Nieves · Hondón de los Frailes · Ibi · Jacarilla · Jávea · Jijona · L'Alfàs del Pi · L'Alqueria d'Asnar · L'Atzúbia · La Nucia · La Romana · La Vall d'Alcalà · La Vall d'Ebo · La Vall de Laguar · Llíber · Lorcha · Los Montesinos · Millena · Monforte del Cid · Monóvar · Murla · Muro de Alcoy · Mutxamel · Novelda · Ondara · Onil · Orba · Orihuela · Orxeta · Parcent · Pedreguer · Pego · Penàguila · Petrer · Pilar de la Horadada · Pinoso · Planes · Polop · Quatretondeta · Rafal · Redován · Relleu · Rojales · Sagra · Salinas · San Fulgencio · San Isidro · San Miguel de Salinas · San Vicente del Raspeig · Sanet y Negrals · Sant Joan d'Alacant · Santa Pola · Sax · Sella · Senija · Tàrbena · Teulada · Tibi · Tollos · Tormos · Torremanzanas · Torrevieja · Vall de Gallinera · Villajoyosa · Villena · Xaló